# 原四郎 (ジャーナリスト)
原 四郎（はら しろう、1908年2月15日 - 1989年2月15日）は、日本のジャーナリスト。読売新聞元副社長、日本記者クラブ初代理事長。

## 経歴・人物
岐阜県高山市に生まれる。1932年、法政大学文学部仏文学科を卒業し、新聞学院に学び、1933年に国民新聞入社、社会部に配属される。1936年、読売新聞社社会部に移り、日中戦争の従軍記者として活躍し、戦時中はマニラ支局長などを歴任する。
戦後、文化部長を経て、1949年に社会部長に就任する。新宿暗黒街の粛正、繁華街における第三国人の暗躍を暴露した「東京租界」、東京中央魚市場の明朗化など数々のキャンペーンを実施する。1953年、読売新聞社会部による暗黒面摘発活動の記事により、第一回菊池寛賞を受賞する。1954年3月16日にビキニ水爆実験に遭った「第五福竜丸事件」をスクープするなど読売新聞の社会部帝国を作り上げる。1957年、出版局長となると縮刷版の発行や全集「日本の歴史」などの企画を成功させる。
1965年に編集局長となり、「日本記者クラブ」の設立に尽力、1969年の設立とともに初代理事長を務め、1971年に副社長編集主幹に就任する。当時の読売新聞では、販売を中心とする業務部門に務臺光雄、編集部門に「社会部帝国」を築いた原四郎という、強力な実力者による住み分けが定着していた。1981年に顧問になる。

1991年にマスコミ功労者顕彰を贈られ、2000年5月3日に国際新聞編集者協会が設立50周年を記念して世界の報道人50人を顕彰した際、日本から選ばれ、「世界報道自由ヒーロー賞」を贈られる（日本での二人目の受賞はシリアで取材中に死亡した山本美香）。

## 著書
- 『支那あちらこちら』（春秋社、1939）
- 『野戦郵便局と兵隊』（高山書院、1939）

## 編集
- 『思ひ出の戦線 戦傷将兵の手記』（春秋社、1938）
- 『読売新聞風雲録』（鱒書房、1955）

## 参照
1. ↑  文藝春秋　菊池寛賞受賞者一覧
2. ↑  山本美香さんに「ヒーロー賞」　報道の自由に貢献

## 参考
- 日本新聞博物館 - 原四郎
- 『読売梁山泊の記者たち』三田和夫（紀尾井書房、1991）